# Asimilación (psicología)
La asimilación (del Latín. as = hacia + similis = semejante) es un concepto psicológico introducido por Jean Piaget para explicar el modo por el cual las personas ingresan nuevos elementos a sus esquemas mentales preexistentes, explicando el crecimiento o cambio cuantitativo de este. 
Es, junto con la acomodación, uno de los dos procesos básicos para este autor en el proceso de desarrollo cognitivo del niño. Se diferencia de esta última en que no existe modificación (acomodación) en el esquema sino solo la adición de nuevos elementos. El esquema (o esquema de la conducta) viene a ser la trama de acciones susceptibles de ser repetidas (Merani, 1979) dado que ya existen esquemas existentes